# سیارک ۸۳۹۳
سیارک ۸۳۹۳ (به انگلیسی: 8393 Tetsumasakamoto، نامگذاری:1993TJ1) هشت هزار و سیصد و نود و سومین سیارک کشف شده‌است که در ۱۵ اکتبر ۱۹۹۳ کشف شد.
قدر مطلق سیارک برابر ۱۳٫۵۰ است.